# Weltraumhaftung
Die Weltraumhaftung betrifft die völkerrechtliche Verantwortlichkeit für Schäden durch menschliche Aktivitäten im Weltraum.

## Rechtsgrundlagen

### Weltraumvertrag
Nach Art. VI des Weltraumvertrags von 1967 (WRV) sind die Vertragsstaaten völkerrechtlich verantwortlich für nationale Tätigkeiten im Weltraum einschließlich des Mondes und anderer Himmelskörper, gleichviel ob staatliche Stellen oder nichtstaatliche Rechtsträger dort tätig werden, und sorgen dafür, dass nationale Tätigkeiten nach Maßgabe dieses Vertrags durchgeführt werden. Tätigkeiten nichtstaatlicher Rechtsträger im Weltraum einschließlich des Mondes und anderer Himmelskörper bedürfen der Genehmigung und ständigen Aufsicht durch den zuständigen Vertragsstaat. Wird eine internationale Organisation im Weltraum einschließlich des Mondes und anderer Himmelskörper tätig, so sind sowohl die internationale Organisation als auch die dieser Organisation angehörenden Vertragsstaaten für die Befolgung dieses Vertrags verantwortlich.
Nach Art. VII des WRV ist jeder Vertragsstaat, der einen Gegenstand in den Weltraum einschließlich des Mondes und anderer Himmelskörper startet oder starten lässt, sowie jeder Vertragsstaat, von dessen Hoheitsgebiet oder Anlagen aus ein Gegenstand gestartet wird, haftet danach völkerrechtlich für jeden Schaden, den ein solcher Gegenstand oder dessen Bestandteile einem anderen Vertragsstaat oder dessen natürlichen oder juristischen Personen auf der Erde, im Luftraum oder im Weltraum einschließlich des Mondes oder anderer Himmelskörper zufügen.
Diese Prinzipien waren bereits Gegenstand der dem WRV vorausgegangenen und von der Generalversammlung der Vereinten Nationen am 13. Dezember 1963 einstimmig angenommenen UN-Resolution Nr. 1962 (XVIII) «Erklärung über die Rechtsgrundsätze zur Regelung der Tätigkeiten von Staaten bei der Erforschung und Nutzung des Weltraums».

### Völkerrechtliches Haftungsübereinkommen
Schon kurz nachdem im Jahre 1957 mit Sputnik 1 das erste Objekt von der Erde in den Orbit geschickt wurde, statuierte ein 1958 unter der Schirmherrschaft der Vereinten Nationen gebildeter Ad-hoc-Weltraumausschuss die regelungsbedürftigen Kernprobleme der völkerrechtlichen Haftung für Weltraumschäden als folgende: (a) welche Verletzungen oder Schäden sollen ersatzfähig sein, (b) sollte die Haftung ohne Rücksicht auf Verschulden bei einigen oder allen Weltraumaktivitäten eingreifen oder generell auf Verschulden basieren, (c) sollten je nachdem, ob der Schadensort auf der Erdoberfläche, im Luftraum oder im Weltraum liegt, unterschiedliche Haftungsprinzipien gelten, (d) sollte eine summenmäßige Haftungshöchstgrenze geschaffen werden und (e) sollten bei Beteiligung mehrerer Staaten diese im Haftungsfalle nur gemeinschaftlich belangt werden können (joint liability) oder auch einzeln auf das Ganze haften (several liability).
Die darauf aufbauenden Bemühungen des inzwischen in einen ständigen Ausschuss umgewandelten Ausschusses für die friedliche Nutzung des Weltraums, ein diesbezügliches Haftungsübereinkommen zu erstellen, erwiesen sich jedoch als schwierig. Weil bis November 1961 die Weigerung einiger Ausschussmitglieder des damaligen Ostblocks, sich an der Erarbeitung eines Übereinkommens zu beteiligen, die Aufnahme von Beratungen verhinderte, fanden solche erstmals im Jahre 1962 statt. Sie verliefen zunächst schleppend, weil man nach anfänglichen Differenzen über vordringlich zu behandelnde Themen letztlich die Arbeit an einem Haftungsübereinkommen zugunsten der Erarbeitung eines Vertrages über die Grundsätze der Weltraumnutzung zurückstellte.
Als dann, nach dessen Vervollständigung, mit der detaillierten Erarbeitung eines Übereinkommens zur Weltraumhaftung begonnen wurde, zeigten sich die aufgrund unterschiedlicher Interessenlagen bestehenden Hauptstreitpunkte:
- (a) die Stellung internationaler Organisationen in einem Haftungsübereinkommen,
- (b) das bei der Bestimmung des Schadensersatzes anwendbare Recht,
- (c) das Verfahren der Streiterledigung,
- (d) die Frage der Haftungsbegrenzung und
- (e) Nuklearschäden.

Trotzdem kam am 29. November 1971 die UN-Resolution 2777 (XXVI) zustande und mit ihr das Weltraumhaftungsübereinkommen vom 29. März 1972, das die Haftungsvoraussetzungen näher ausgestaltet.
Dem Beitritt zum Übereinkommen hat der Deutsche Bundestag mit Gesetz vom 29. August 1975 zugestimmt.
Als völkerrechtliches Abkommen legt das Weltraumhaftungsübereinkommen nationalstaatliche Zuständigkeiten und Verfahren fest. Aktivitäten einzelner privater bzw. kommerzieller Akteure werden durch das Übereinkommen nicht explizit geregelt. Auch bei Starts von hoheitsfreiem Gebiet (z. B. auf hoher See) eröffnet sich ein Graubereich.

## Praktische Bedeutung der Weltraumhaftung

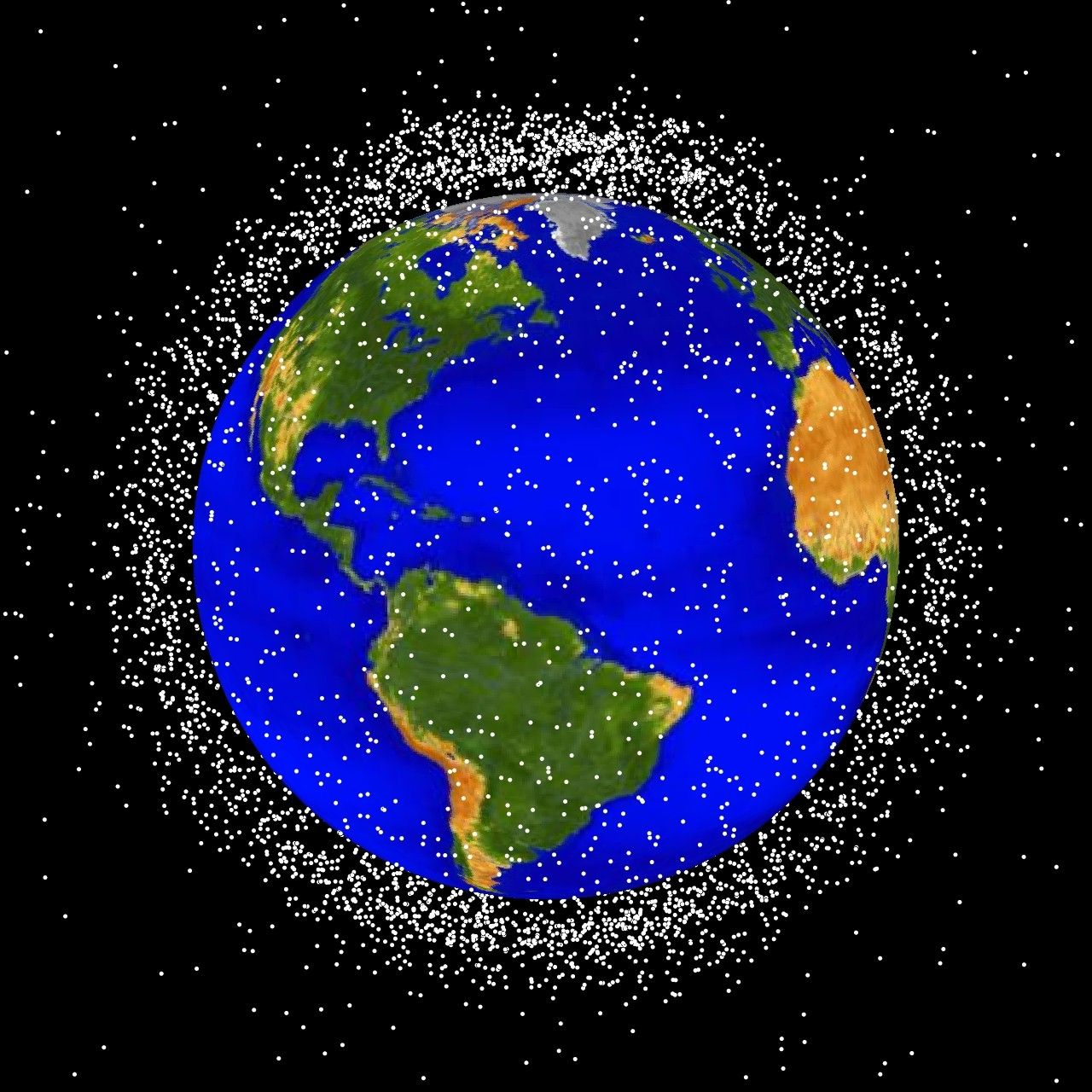
Weltraumschrott unter Beobachtung

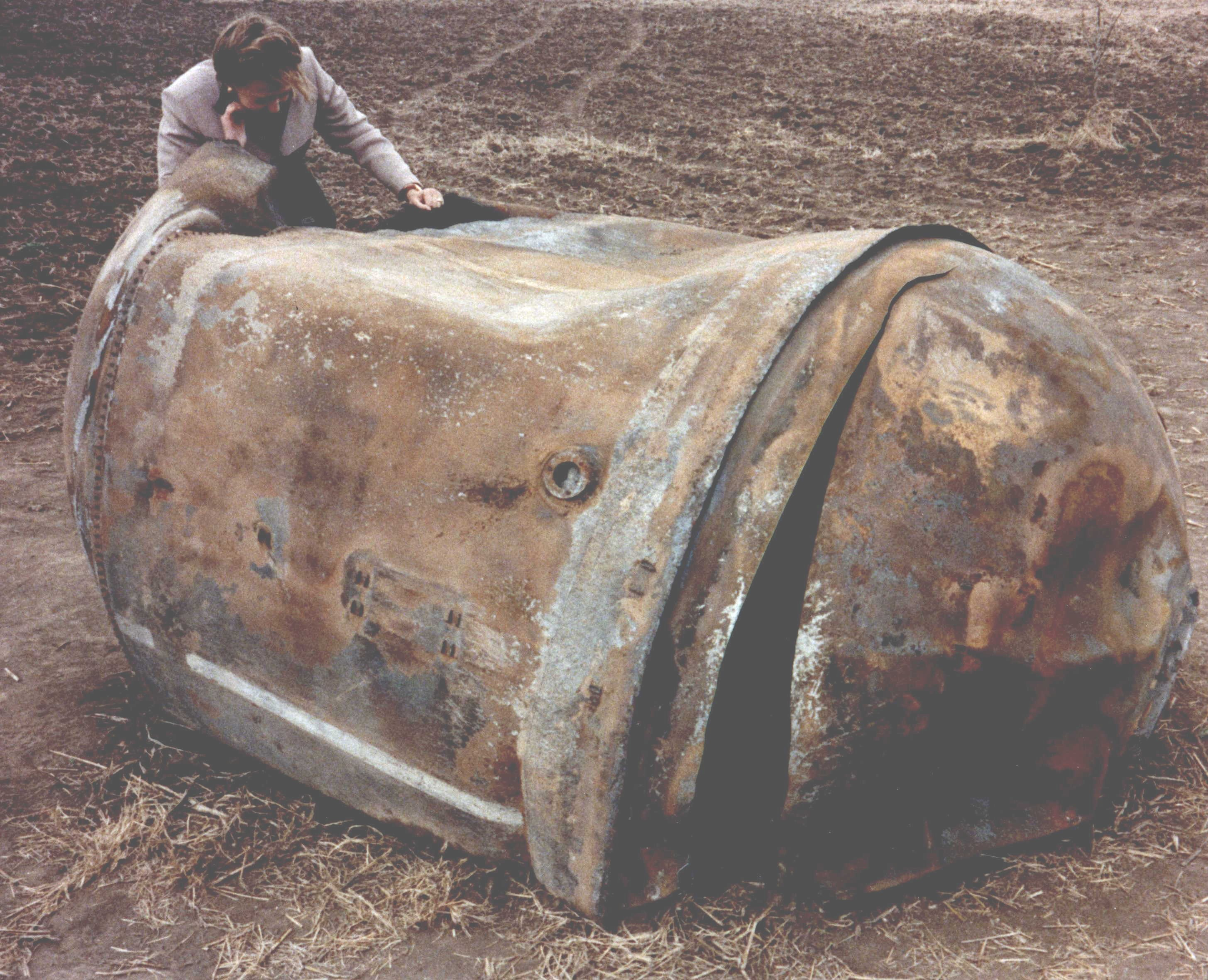
Haupttreibstofftank der zweiten Stufe einer Delta-2-Rakete, niedergegangen am 22. Januar 1997 in Texas

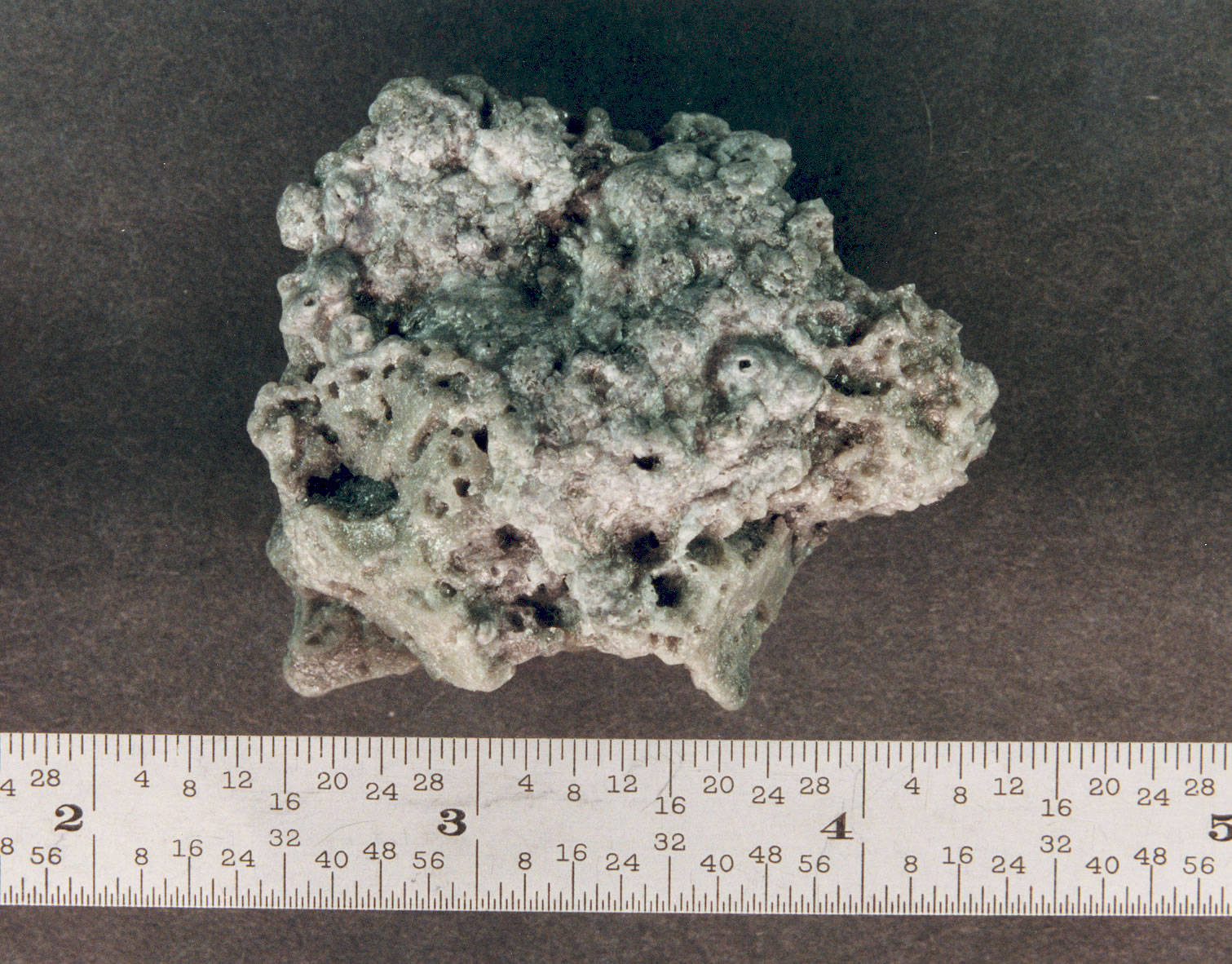
Aluminiumoxid-Asche von Feststoffraketen ist möglicherweise eine wesentliche Quelle für zentimetergroßen Weltraumschrott

### 20. Jahrhundert
Während bis 1979 11.366 Weltraumgegenstände in den Weltraum gebracht wurden, von denen 6.733 wieder in die Erdatmosphäre eintraten, sollen bis zum Jahre 1988 19.037 Objekte in den Weltraum befördert worden sein, von denen circa 12.000 wieder in die Erdatmosphäre eintraten. Das bedeutet, dass in weniger als einer Dekade mehr als 7.600 zusätzliche Objekte in den Weltraum gestartet wurden. Zu Beginn der 1990er Jahre wurde bis zum Jahre 2000 mit einer weiteren Verdoppelung der Anzahl der Weltraumobjekte gerechnet.
Von diesen Objekten sind 95 Prozent ohne Funktion, wobei es sich nicht nur um funktionsuntüchtige Objekte wie Satelliten oder Sonden handelt, sondern insbesondere um Weltraummüll (space debris, auch Weltraumschrott genannt). Es befinden sich also Tausende außer Kontrolle geratene Objekte im Orbit, von denen durchschnittlich eines pro Tag die Erdatmosphäre wieder erreicht. Die aus dem Weltraum in die dichteren Luftschichten eintauchenden Gegenstände verglühen meist auf Grund der hohen Geschwindigkeiten und der damit verbundenen Stöße mit den Luftmolekülen. Jedoch geschieht dies in Ausnahmefällen nicht vollständig. Vielmehr wird sich mit der zunehmenden Anzahl von Weltraumobjekten auch die Zahl derjenigen Objekte erhöhen, die den Schutzschild der Erdatmosphäre durchdringen.
Dass dies schon in der Vergangenheit des Öfteren geschehen ist, belegen zahlreiche Schadensfälle. Von diesen Schadensfällen, die allesamt durch Objekte verursacht wurden, die nach erfolgreichem Start aus einer Umlaufbahn wieder in die Erdatmosphäre eintraten, seien hier nur einige wenige exemplarisch genannt. Der erste dokumentierte Schadensfall von internationalem Charakter, bei dem 1960 durch ein auf Kuba abgestürztes amerikanisches Raketenteil eine Kuh umkam, war für Fidel Castro Grund genug, diesen Vorgang als Beweis für die „Aggression“ der USA gegen Kuba anzuführen. 1969 wurde ein japanischer Frachter vor der Küste Sibiriens von Teilen eines sowjetischen Satelliten getroffen, wobei fünf Seeleute Verletzungen erlitten.
Weltweites Aufsehen erregten die Abstürze der 30 Tonnen schweren ausgebrannten zweiten Stufe einer Saturn-V-Rakete 1975 östlich der Azoren in den Atlantik und des 85 Tonnen schweren Himmelslabors Skylab über Westaustralien, bei denen jedoch Drittschäden nicht bekannt geworden sind.
Ein spektakulärer Unfall und bisher einziger Anwendungsfall des Weltraumhaftungsübereinkommens war der Absturz des mit einer nuklearen Energiequelle ausgestatteten sowjetischen Satelliten Kosmos 954, der am 24. Januar 1978 auf kanadisches Gebiet niederging. Im unbewohnten Norden Kanadas wurden Satellitentrümmer im Gesamtgewicht von 65 Kilogramm auf einer ca. 600 Kilometer langen Strecke verstreut, ein Gebiet, das der Größe Österreichs entspricht. Während die Radioaktivität einiger Trümmerteile nur von unwesentlicher Intensität war, waren andere dermaßen radioaktiv, dass sie für Personen, die für wenige Stunden im stetigen Kontakt mit diesen gestanden hätten, tödlich gewesen wären.

### 21. Jahrhundert
Außer durch Wiedereintritt in die Erdatmosphäre und damit verbundenen Schäden auf der Erdoberfläche kann Weltraummüll auch Schäden anrichten durch Kollisionen mit operierenden, noch funktionierenden Satelliten, verbunden mit der Zerstörung oder Beschädigung derselben sowie durch Kollisionen mit bemannten Raumfahrzeugen oder Raumstationen wie der ISS, die das Leben von Astronauten gefährden. Das Kessler-Syndrom beschreibt eine Zunahme von Weltraummüll dadurch, dass Teile von Weltraummüll miteinander kollidieren.
Abgesehen davon, dass diesen Gegenständen oftmals eine Rolle als Auslöser für die bereits erwähnten Abstürze zugeschrieben wird, können sie eine Vielzahl möglicher Schäden an aktiven Objekten im Weltraum hervorrufen. Weltraumtrümmer von nur wenigen Zentimetern Durchmesser können Satelliten zerstören und sind in der Lage, Astronauten innerhalb eines Raumschiffes zu töten oder während eines Weltraumaufenthaltes eines Astronauten in dessen Raumanzug einzudringen.
Während seiner aktiven Mission musste beispielsweise der Umweltsatellit Envisat etwa sieben signifikante Ausweichmanöver, bedingt durch Weltraummüll, durchführen. Seit der Satellit nicht mehr steuerbar ist, stellt er seinerseits eine Gefahr für andere Weltraumgegenstände dar.
Sowohl das Space Shuttle als auch die ISS haben beinahe routinemäßig die orbitalen Umlaufbahnen geändert, um Kollisionen zu vermeiden. So musste die ISS am 1. November 2012 ihre Umlaufbahn wechseln, um Teilen des Iridium-33-Satelliten auszuweichen.
Die völkerrechtliche Relevanz all dieser Schadensfälle ergibt sich daraus, dass bei ihnen Drittstaaten betroffen waren. Dies ist bei Schäden, die durch misslungene Raketenstarts unmittelbar auf dem Boden oder in der Aufstiegsphase entstehen, oftmals nicht der Fall.
Bestimmte Maßnahmen des Geoengineering wie das Solar Radiation Management (SRM) finden bei einer Entfernung von mehr als 120 km zur Erde im Weltraum statt und bergen weitere, bisher ungeklärte Gefahren.
Besonders bedeutsam ist jedoch die Entwicklung der privaten Raumfahrt, die unter dem Stichwort New Space oder Space 4.0 eine ökonomische Nutzung des Weltraums betreibt. Zu nennen sind dabei neben der satellitengestützten Kommunikationstechnik auch der Asteroidenbergbau, der Weltraumtourismus und die Beseitigung von Weltraummüll als neue Geschäftsfelder. Diese Aktivitäten waren bei Abschluss des Weltraumhaftungsübereinkommens noch weitgehend unbekannt. Sie erfordern in Fortentwicklung des geltenden Rechts ein staatliches Zulassungs- und Genehmigungswesen, das die Rechtspositionen der Akteure klärt, ein angemessenes Haftungs- und Versicherungsregime sowie Standards für eine sichere, umweltfreundliche und nachhaltige Raumfahrt.

## Rechtspolitik
Obwohl das Weltraumhaftungsübereinkommen mit dem dualen Haftungssystem einen für das gesamte Völkerrecht vorbildlichen Schutz für unbeteiligte Opfer etabliert, bei der Geltendmachung von Schadensersatzansprüchen auf die Erschöpfung des innerstaatlichen Rechtsweges verzichtet und jede Haftungsbefreiung im Falle eines Verstoßes gegen Völkerrecht ausschließt, wobei das Übereinkommen durch die Regelungen zu den internationalen Organisationen gleichzeitig eine internationale Kooperation fördert, dürfen die gravierenden Lücken des Übereinkommens nicht übersehen werden.
Allen voran ist hier die nicht bindende Wirkung des Schlichtungsspruchs der Schadenskommission zu nennen, die als besonderer Ausdruck des Kompromisscharakters des WHÜ angesehen werden kann. Immerhin konnte dadurch eine Beteiligung aller führenden Raumfahrtnationen erreicht werden. Auch die – zugegebenermaßen teilweise kaum vermeidbaren – Unklarheiten in der Schadensersatzregelung im Einzelnen, insbesondere bezüglich der Kausalität, müssen in diesem Zusammenhang aufgeführt werden.
Die de lege ferenda zentrale Forderung in der Literatur ist jedoch die Schaffung eines Haftungsfonds, zu dem alle Staaten, die Tätigkeiten im Weltraum ausüben, nach einem noch näher zu bestimmenden Verteilerschlüssel Pflichtbeiträge zu leisten hätten, um damit Geschädigte unmittelbar aus diesem Fonds entschädigen zu können. Dabei stützt man sich vor allen Dingen auf zwei Argumente:
- Selbst wenn in einer bindenden Entscheidung der Schadenskommission dem Anspruchsteller ein Schadensersatzanspruch zugesprochen werden sollte, bestünde bei außergewöhnlich hohen Geldsummen, die angesichts der fehlenden summenmäßigen Beschränkung der Haftung durchaus möglich sind, immer noch die Möglichkeit, dass der haftende Startstaat nicht in der Lage ist, die notwendigen finanziellen Mittel aufzubringen. Von den zurzeit Raumfahrt betreibenden Staaten ist diesbezüglich vor allen Dingen an China, Indien, Israel und die Russische Föderation zu denken. Diesem Argument mag durch Begrenzung der Haftungssumme entgegengetreten werden können (was allerdings den oftmals als „victim oriented“ bezeichneten Charakter des Weltraumhaftungsübereinkommen schmälern würde).
- Zudem muss bedacht werden, dass mit dem zunehmenden Weltraumverkehr auch die Anzahl potentieller schadensverursachender Weltraumgegenstände und letztlich auch des Weltraummülls zunimmt. Eine Identifizierung des haftpflichtigen Startstaates wird somit trotz des Weltraumregistrierungsübereinkommens in vielen Fällen nicht möglich sein. Ein Haftungsfonds erleichterte in diesen Fällen die Beweisführung insofern, als der Anspruchsteller lediglich die Verursachung des Schadens durch einen Weltraumgegenstand nachweisen müsste. Die Schaffung eines Haftungsfonds wäre daher in der Tat ein wichtiger Beitrag zur Sicherstellung der Entschädigung der Opfer.

Tatsächlich gehen die Vertragsstaaten zunehmend dazu über, nationale Weltraumgesetze zu erlassen, die im Hinblick auf die wachsende private Raumfahrt sowie die Entwicklung eines Weltraumtourismus Haftungsfragen mehr oder weniger berücksichtigen. Mit einem nationalen Weltraumgesetz können sich die Vertragsstaaten von ihrer nach Art. VI Weltraumvertrag grundsätzlich unbeschränkten Haftung für private Weltraumaktivitäten zu einem bestimmten Teil befreien. So sieht das österreichische Weltraumgesetz von 2011 den Abschluss einer Haftpflichtversicherung für natürliche oder juristische Person, die Weltraumaktivitäten durchführen, sowie eine staatliche Regressmöglichkeit vor.
Ein deutsches Weltraumgesetz, das die innerstaatlichen Kontroll- und Haftungsmaßstäbe konkretisiert, ist bislang trotz rechtspolitischer Forderungen nicht zustande gekommen. Das „Gesetz zur Übertragung von Verwaltungsaufgaben auf dem Gebiet der Raumfahrt“ (Raumfahrtaufgabenübertragungsgesetz – RAÜG) vom 8. Juni 1990 und das Satellitendatensicherheitsgesetz von 2007 sind bisher die einzigen nationalen Regelungen zum Weltraumrecht in Deutschland.
Der wachsenden Menge an Weltraummüll will man dagegen in erster Linie mit technischen Strategien zur Müllvermeidung und -beseitigung begegnen.